# Teliu (Palaos)
Pour les articles homonymes, voir Teliu.
Teliu est un village traditionnel, aujourd'hui détruit, de l'État de Peleliu.

## Toponymie
Le village de Teliu était aussi appelé Bkulabeluu, ce qui signifie « village du cap ».

## Histoire

### Fondation
L'origine du village de Teliu remonte au XIXe siècle, juste avant la période allemande. À cette époque, un groupe d'une vingtaine de personnes auraient fui Angaur pour se réfugier à Ngerdelolk, un des quatre villages traditionnels de Peleliu à cette époque. Conformément aux traditions paluanes, l'hospitalité leur fut offerte et ils habitèrent un temps dans des grottes. Ils furent placés sous la responsabilité du chef principal du village.
Le village de Teliu aurait été fondé par un des réfugiés venant d'Angaur nommée Bosaol, avec l'accord du chef de Ngesias, village à qui appartenait ces terres. Cette position, sur la pointe sud de l'île, fut choisie car elle permettait de voir Angaur.
Cette fondation tardive explique le rang du village au sein de l’État de Peleliu.

### Entre la fin duXIXesiècleet les années 1930
Plusieurs vagues de peuplements venant d'Angaur ont permis le développement du village.

### Saisie par l'administration japonaise
Le village a été saisi par les Japonais, lorsque les Palaos étaient sous administration japonaise, puis démoli afin d'y construire un aérodrome à la fin des années 1930.
Les habitants du village furent de nouveau accueillis dans le village de Ngerdelolk.

### Bataille de Peleliu
Avant la bataille de Peleliu, les plages de Chelechol ra Ngebedangel et Chelechol ra Bkulabeluu furent sélectionnées pour le débarquement et prirent respectivement les noms de code de White Beach et de Orange Beach.

### Continuité constitutionnelle
En dépit de cette destruction, il est inscrit dans la constitution de Peleliu comme l'un des cinq villages traditionnels de l'île. En effet, son existence légale est maintenue afin de déterminer l'identité des personnes de Peleliu.

## Population et société

### Démographie
Le village a pu compter entre 70 et 125 habitants.

### Transport
Le récif près du village, Chelechol ra Ngebedangel, permettait l’accès à de petits bateaux, en faisant le principal point de passage pour se rendre au sud, vers Angaur.

## Culture et patrimoine
Les habitants du village avaient deux endroits différents pour le bain : l'un pour les hommes, nommé diong ra Brai, et l’autre pour les femmes, nommé Olabed. Il s'agissait vraisemblablement de piscine creusée et remplie de sable puis d'eau.

## Sources